# ジョセフ・コシンスキー
ジョセフ・コシンスキー（Joseph Kosinski, 1974年5月3日 - ）は、アメリカ合衆国の映画監督、脚本家、映像作家、映画プロデューサー。
CGIやコンピュータ・グラフィックスを駆使した映像制作の分野やアクション映画の監督で知られている。1982年に公開された『トロン』の続編である2010年公開のSF映画『トロン: レガシー』で映画監督デビュー。これまでの作品は、『Halo 3』のCM「Starry Night」や、賞を受賞した『Gears of War』のCM「Mad World」など、主にCGI関連のテレビCMを手掛けてきた。

## 生い立ち
コシンスキーは、フランス系カナダ人のパトリシア（旧姓プロヴォスト）とポーランド系の医師ジョエル・コシンスキーの息子として、ウィスコンシン州ミルウォーキーで生まれ、アイオワ州マーシャルタウンで育った。

## キャリア
初のメジャー作品は、特殊効果を駆使した『トロン: レガシー』。『トロン: レガシー』はディズニーデジタル3-DとIMAX 3Dで、2010年12月に公開された。
2005年にカリフォルニア州ロサンゼルスに移住した後、映画の脚本を書き始め、それが最終的にラディカル・コミックス社の『Oblivion』というタイトルの未発表グラフィックノベルへと発展した。2010年8月、ウォルト・ディズニー・ピクチャーズが権利を取得した。ウィリアム・モナハンは映画化に際して、その脚本を手がけた。2011年3月、Karl Gajdusekが脚本を書き直すと報じられた。この映画をPGレーティングにしようとする試みが失敗に終わったことで、ディズニーは権利を放棄し、ユニバーサル・ピクチャーズがPG-13レーティングに同意して、その権利を獲得した。1億2000万ドルの予算をかけた『オブリビオン』は、トム・クルーズを主役に起用し2012年3月に撮影を始め、その後、2013年4月に公開された。
2015年初めには『トロン』第3作の監督を務めることが決定していたが、同年5月にディズニーがこのプロジェクトを中止したことが発表された。2017年には、グラナイト・マウンテン・ホットショッツ（山岳地帯の消防隊員）の実話を基にした『オンリー・ザ・ブレイブ』（旧題：Granite Mountain）を監督した。2017年6月、『トップガン』の続編『トップガン マーヴェリック』の監督を務めることが発表された。
コシンスキーは、70年代のSF映画『2300年未来への旅』や『ブラックホール』のリメイク、SF映画『Archangels』、『ホルト・アンド・キャッチ・ファイア』の脚本家クリストファー・キャントウェルとクリストファー・C・ロジャースによるタイトル未定のアクションスリラー、『The Twilight Zone』の映画化、ビデオゲームシリーズ『グランツーリスモ』の映画化など、いくつかの未製作のプロジェクトに取り組んでいる。

### 学究的環境
コシンスキーは、スタンフォード大学工学部機械工学デザイン科を卒業後、コロンビア大学建築・計画・保存大学院（Columbia Graduate School of Architecture, Planning and Preservation；GSAPP）の修士課程を修了し、現在は同大学に建築学の非常勤助教授として籍を残し、3Dモデリングやグラフィックの分野で学生を支援している。2008年には、建築学を学んだこと、CMで技術的な限界に挑戦したこと、そして最終的に長編映画に進んだことについて詳しく語っている。
コロンビア大学建築大学院修士課程修了後、映像クリエイターとしてナイキやAppleなどのCMを手がけたこともあった。

## 受賞歴
- 2007年 AICPショー - 「Gears of War」のCM「Mad World」で最優秀視覚効果賞を受賞
- 「アサシン クリード ユニティ」と「Destiny "Become Legend"」のCMでAICP最優秀視覚効果賞を受賞

## フィルモグラフィ

### 長編映画
| 年   | 題名                                        | 監督 | 製作 | 脚本 | 備考                                           |
| ---- | ------------------------------------------- | ---- | ---- | ---- | ---------------------------------------------- |
| 2010 | トロン: レガシー Tron: Legacy               | Yes  | No   | No   | 初監督作                                       |
| 2013 | オブリビオン Oblivion                       | Yes  | Yes  | Yes  | 原作（オリジナルのグラフィックノベル）も担当。 |
| 2017 | オンリー・ザ・ブレイブ Only the Brave       | Yes  | No   | No   |                                                |
| 2022 | トップガン マーヴェリック Top Gun: Maverick | Yes  | No   | No   |                                                |
| 2022 | スパイダーヘッド Escape from Spiderhead     | Yes  | No   | No   | Netflix映画                                    |
| 2024 | ツイスターズ Twisters                       | No   | No   | No   | 原案                                           |
| 2025 | F1/エフワン F1                              | Yes  | Yes  | Yes  | 兼 原案                                        |